# Intermezzo II
Intermezzo II är den andra EPn av norska black metal-bandet Satyricon, som gavs ut 10 maj 1999. Albumet är inspelat vid flera tillfällen, låten "Nemesis Divina" är inspelad i Waterfall Studios, januari 1996, låtarna "A Moment of Clarity" och "INRI" är inspelade i Ambience Studios, januari 1999, och "Blessed from Below" är inspelad vid Thorns Facilities, januari 1999.

## Låtförteckning
1. "A Moment of Clarity" – 6:40
2. "INRI (At 251 BPM) (Sarcófago-cover) – 2:11
3. "Nemesis Divina" – 5:16 (nyinspelning)
4. "Blessed from Below (Melancholy / Oppression / Longing)" – 6:03

## Medverkande
Musiker (Satyricon-medlemmar)
- Satyr (Sigurd Wongraven) – sång, gitarr, effekter
- Frost (Kjetil-Vidar Haraldstad) – trummor (riff-understöd på "A Moment of Clarity")

Bidragande musiker
- Sanrabb (Morten Furuly) – gitarr (spår 1, 2)
- Ingar Amlien – basgitarr (spår 1, 2)
- Wargod (Vegard Blomberg) - synthesizer (spår 1, 2)

Produktion
- Mike Hartung – ljudtekniker (spår 1, 2)
- Kai Robøle – ljudtekniker (spår 3)
- S.W.Krupp – ljudtekniker (spår 4)
- Espen Berg – mastering
- Satyr – mastering, omslagsdesign
- Union Insomnia – omslagsdesign
- Marcel Lelienhoff – foto
- Sidske van der Voss – styling
- Alysia Cooper – make-up
- Frost – styling, make-up